# Autoroute régionale Cispadana
 (août 2023).
La mise en forme du texte ne suit pas les recommandations de Wikipédia : il faut le « wikifier ».
Les points d'amélioration suivants sont les cas les plus fréquents. Le détail des points à revoir est peut-être précisé sur la page de discussion.
- Les titres sont pré-formatés par le logiciel. Ils ne sont ni en capitales, ni en gras.
- Le texte ne doit pas être écrit en capitales (les noms de famille non plus), ni en gras, ni en italique, ni en « petit »…
- Le gras n'est utilisé que pour surligner le titre de l'article dans l'introduction, une seule fois.
- L'italique est rarement utilisé : mots en langue étrangère, titres d'œuvres, noms de bateaux, etc.
- Les citations ne sont pas en italique mais en corps de texte normal. Elles sont entourées par des guillemets français : « et ».
- Les listes à puces sont à éviter, des paragraphes rédigés étant largement préférés. Les tableaux sont à réserver à la présentation de données structurées (résultats, etc.).
- Les appels de note de bas de page (petits chiffres en exposant, introduits par l'outil «  Source ») sont à placer entre la fin de phrase et le point final[comme ça].
- Les liens internes (vers d'autres articles de Wikipédia) sont à choisir avec parcimonie. Créez des liens vers des articles approfondissant le sujet. Les termes génériques sans rapport avec le sujet sont à éviter, ainsi que les répétitions de liens vers un même terme.
- Les liens externes sont à placer uniquement dans une section « Liens externes », à la fin de l'article. Ces liens sont à choisir avec parcimonie suivant les règles définies. Si un lien sert de source à l'article, son insertion dans le texte est à faire par les notes de bas de page.
- La présentation des références doit suivre les conventions bibliographiques. Il est recommandé d'utiliser les modèles {{Ouvrage}}, {{Chapitre}}, {{Article}}, {{Lien web}} et/ou {{Bibliographie}}. Le mode d'édition visuel peut mettre en forme automatiquement les références.
- Insérer une infobox (cadre d'informations à droite) n'est pas obligatoire pour parachever la mise en page.

Pour une aide détaillée, merci de consulter Aide:Wikification.
Si vous pensez que ces points ont été résolus, vous pouvez retirer ce bandeau et améliorer la mise en forme d'un autre article.
L'Autoroute régionale Cispadana est un projet visant à créer une autoroute à gestion régionale d'environ 67 km qui reliera Reggiolo/Rolo sur l'autoroute A22 et Ferrare sud sur l'autoroute A13.
La société responsable de la conception, de la construction et de la gestion des travaux est Autostrada Regionale Cispadana SpA, présidée par l'ancien Président de la province de Modène et ancien maire de Sassuolo.
En juillet 2017, le décret de compatibilité environnementale de l'avant-projet a été publié, avec les exigences qui doivent être mises en œuvre dans le projet final qui doit être établi et validé dans les cinq ans.

## Histoire

### Origine
Le premier projet d'une liaison est-ouest dans la partie nord de l'Émilie centrale remonte à l'époque fasciste, avec le projet du chemin de fer Rolo-Mirandola, qui n'a cependant jamais été mise en service à la suite des dégâts de la Seconde Guerre mondiale.
En juin 1960, avec le développement de la motorisation de masse, l'ingénieur Massimo Torelli propose la création d'un « axe routier Cispadano » alternatif à la Via Emilia et à la SS.468 de Correggio, reliant directement les villes de Ferrare et Parme, en passant par Mirandola et Guastala.
En 1980, le Conseil Régional approuve la Loi Régionale N° 38 du 19 mai 1980, relative aux "Interventions promotionnelles pour l'étude, la conception et la construction d'un système de voies de communications Cispadano", afin d'aider à détourner le trafic des centres urbains de la zone. En décembre 1983, le projet de la route Cispadana, 115 km de Parme à Ferrare d'un coût de 200 milliards de £ires, est présenté.
En 1986, la Région Émilie-Romagne approuve le premier Plan Régional Intégré des Transports (PRIT) et classé le premier projet routier en voie secondaire extra-urbaine à chaussée unique avec une voie dans chaque sens.
À partir des années 1990, les premiers travaux sont réalisés par l'ANAS puis transférés au domaine public régional à la suite du D.L. N° 112 du 31 mars 1998 : la route provinciale SP.70 de Ferrare à Sant'Agostino, le périphérique de Finale Emilia, le périphérique de Reggiolo et la variante de la SS.62 de la Cisa entre Brescello, Boretto et Gualtieri. Le tracé est confirmé en 1998 et le Plan Régional Intégré des Transports 1998-2010 (PRIT 98) mis à jour.
Le 10 juin 2004, le premier tronçon de 3,7 km de San Carlo à Sant'Agostino est inauguré, pour un coût de 18 millions €uros. Le 6 octobre 2007, le deuxième tronçon de 5,5 km jusqu'à Poggio Renatico est inauguré, d'un coût de 20,66 millions €uros, réalisé par l'administration provinciale de Ferrara. Le tronçon autour de Ferrare, appelé SP.70, est complété jusqu'à la sortie Ferrare Sud de l'autoroute A13.
Sur le versant ouest, la Cispadana n'a été construite que sur certains tronçons, dont le périphérique de Reggiolo et la variante de l'ancienne Cisa SS.62 Gualtieri-Boretto-Brescello du km 83+510 au km 94+362 soit 10,85 km pour un montant de 50 millions €uros. Le 5 avril 2007, le tronçon est inauguré par le ministre des Infrastructures Antonio Di Pietro.

### Le tournant du projet: passage de voie rapide à autoroute
Après avoir lancé une étude de faisabilité, l'Assemblée législative d'Émilie-Romagne approuve le 5 juillet 2006 le programme des autoroutes régionales, en décidant notamment de changer le type d'infrastructures à construire : passer de la voie rapide autoroutière gratuite à une autoroute régionale à péage, disposition nouvellement autorisée par la loi italienne. La mise en œuvre est possible grâce au financement du projet, avec une participation régionale de 350 millions €uros et l'octroi d'une concession de 49 ans et 6 mois.
En 2007, le groupement temporaire d'entreprises (ATI) créé par les sociétés Autostrada del Brennero SpA mandataire, Coopsette Società Cooperativa, Pizzarotti & C. SpA et d'autres entreprises de construction de la Région Emilie-Romagne, sa candidature pour la construction et la gestion de l'autoroute régionale Cispadana qui prévoit une contribution régionale de 198 millions €uros.
En 2008, l'appel d'offres restreint pour l'attribution de la concession comprenant la construction et la gestion de l'autoroute régionale Cispadana est publié au Journal officiel de l'Union européenne. Après un premier tour de sélection, deux candidats sont invités à participer à la procédure négociée finale : l'ATI-Autobrennero et la Società Italiana per Condotte d'Acqua SpA.
Le 25 janvier 2010, le groupement ATI-Autobrennero est désigné adjudicataire de la concession pour une durée de 49 ans et 6 mois, avec une participation financière de la Région Emilie-Romagne de 179,70 millions €uros, (bien inférieure aux 350 millions prévus par l'Assemblée Législative régionale en 2006). La durée d'exécution des travaux ne doit pas être supérieure à 44 mois et le montant total de l'investissement retenu est de 1 158 720 000 €uros. Le 16 mars 2010, la société Autostrada Regionale Cispadana SpA - ARC SpA est créée et prend le relais d'ATI-Autobrennero. Graziano Pattuzzi, ancien président de la Province de Modène, est nommé Président d'ARC SpA. Le 25 novembre, le contrat de concession pour le projet, la construction et la gestion de l'autoroute régionale de Cispadana est signé et la phase de validation de l'avant-projet commence. Le 18 mai 2011, la conférence des services sur l'avant-projet se termine. Le 13 juillet, le Ministère de l'Environnement et de la Protection du Territoire et de la Mer valide les conclusions de l'Étude d'impact sur l'avant-projet. Le 19 décembre, le Conseil régional d'Émilie-Romagne approuve l'avant-projet.
Les études d'avant projet détaillé et d'exécution débutent mais des contraintes locales géopolitiques imposent, en 2017, la prise en compte d'une centaine de prescriptions supplémentaires plus une modification du tracé sur 17 km, engendrant un surcoût de 90 millions €uros. Le nouveau tracé est validé et les études reprennent. Le début des travaux est programmé pour le tout début d'année 2020 mais la Pandémie de Covid-19 bloque toute activité. À peine remis des restrictions sanitaires, l'invasion de l'Ukraine par la Russie provoque une crise économique mondiale. Le prix de l'énergie et la raréfaction des matières premières remet en cause le coût global de l'opération, la chute du commerce et des transports entraînent une réflexion sur le calendrier des travaux. Le 21 novembre 2022, un protocole est signé avec le concessionnaire, repoussant de 5 années le calendrier de l'opération, validé par un décret loi gouvernemental. Les travaux doivent débuter au printemps 2024.

## Caractéristiques techniques
La voie est classée autoroute de catégorie "A". Pour cela, elle se compose de deux chaussées indépendantes séparées par un terre-plein de 4,00 mètres. Chaque chaussée comprend deux voies de circulation de 3,75 m plus une bande d'arrêt d'urgence de 3,00 mètres. L'emprise minimale de l'autoroute ne peut être inférieure à 25,00 mètres.
Le tracé de l'autoroute comporte la construction de 4 échangeurs entrée-sortie, 2 aires de services, 7 viaducs, 31 passages inférieurs et 25 ponts.
| REGGIOLO/ROLO - FERRARA Sud Autoroute Cispadana |                                                      |      |      |          |
| -                                               | Indication                                           | ↓km↓ | ↑km↑ | Province |
|                                                 | A22 Modena - Brennero                                | 0,0  | 64,7 | RE       |
|                                                 | San Possidonio - Concordia sulla Secchia - Mirandola | 11,9 | 52,8 | MO       |
|                                                 | Mirandola                                            | 14,2 | 50,5 | MO       |
|                                                 | San Felice sul Panaro - Finale Emilia                | 28,4 | 36,3 | MO       |
|                                                 | Cento Raccordement vers Cento & Bondeno              | 41,4 | 23,3 | FE       |
|                                                 | Poggio Renatico                                      | 51,9 | 12,8 | FE       |
|                                                 | Poggio Renatico (construction ultérieure)            | 55,9 | 8,8  | FE       |
|                                                 | A13 Bologne - Padoue                                 | 62,0 | 2,7  | FE       |
|                                                 | Ferrare Sud                                          | 63,3 | 1,4  | FE       |
|                                                 | Barrière Ferrare Sud                                 | 64,0 | 0,7  | FE       |
|                                                 | Porto Garibaldi                                      | 64,7 | 0,0  | FE       |